# Großsteingräber bei Grassau
Die Großsteingräber bei Grassau waren drei megalithische Grabanlagen der jungsteinzeitlichen Tiefstichkeramikkultur bei Grassau im Landkreis Stendal, Sachsen-Anhalt. Alle wurden im 19. Jahrhundert zerstört.

## Lage
Die Gräber 1 und 2 befanden sich nördlich von Grassau auf der linken Seite des Weges nach Schartau auf dem Flurstück „krumme Stücken“ auf dem Gebiet der Wüstung Finschaf. Grab 3 befand sich zwischen Grassau und Schmoor nahe der zerstörten Kirche von Finschaf.

## Forschungsgeschichte
Erstmals dokumentiert wurden die Anlagen in den 1830er Jahren durch Johann Friedrich Danneil. Bei einer erneuten Aufnahme der Großsteingräber der Altmark mussten Eduard Krause und Otto Schoetensack in den 1890er Jahren feststellen, dass alle Gräber in der Zwischenzeit im Zuge der Separation vollständig abgetragen worden waren.

## Beschreibung

### Grab 1
Grab 1 besaß eine Umfassung mit einer Länge von 15,7 m und einer Breite von 12 m. Die Grabkammer besaß einen auf der Unterseite flachen Deckstein mit einer Länge von 2,5 m und einer Breite von 2,2 m. Maßangaben oder eine genauere Beschreibung der Kammer liegen nicht vor. Eine Bestimmung des Grabtyps ist daher nicht möglich.

### Grab 2
Grab 2 besaß eine Umfassung mit einer Länge von 13,2 m und einer Breite von 10 m. Auch hier liegt keine Beschreibung der Kammer vor, sodass der Grabtyp nicht bestimmt werden kann.

### Grab 3
Grab 3 besaß eine Umfassung mit einer Länge von 13,2 m und einer Breite von 6,6 m. Wiederum liegt keine Beschreibung der Kammer vor, sodass auch hier der Grabtyp nicht bestimmt werden kann.